# Pterostichus superciliosus
Pterostichus superciliosus är en skalbaggsart som beskrevs av Thomas Say 1823. Pterostichus superciliosus ingår i släktet Pterostichus och familjen jordlöpare. Inga underarter finns listade i Catalogue of Life.